# Rudná pod Pradědem
Rudná pod Pradědem település Csehországban, Bruntáli járásban. Rudná pod Pradědem Světlá Hora, Václavov u Bruntálu, Malá Morávka és Staré Město településekkel határos. Lakosainak száma 344 fő (2024. január 1.).

## Népesség
A település lakosságának változását az alábbi diagram mutatja:
| Lakosok száma | 1145 | 1123 | 933  | 434  | 458  | 385  | 374  | 381  | 350  | 344  |
|               | 1869 | 1890 | 1921 | 1950 | 1980 | 2001 | 2017 | 2019 | 2022 | 2024 |